# Чудо у Шаргану
"Чудо у Шаргану" је југословенски ТВ филм из 1989. године. Режирала га је Мира Траиловић, а сценарио је писао Љубомир Симовић.

## Радња
Драма "Чудо у Шаргану", у току које све време пљушти киша, смештена је у крчми на периферији у којој раде, обитавају и свраћају људи са маргине, затечени негде између села и града. Оно што је, осим кафане "Шарган", заједничко свим овим људима јесте патња коју свако од њих носи у себи и уноси у ову необичну кафану. Тако кафана постаје стециште келнерица, курви, политичара, просјака, скитница, бивших робијаша… Паралелни ток радње јесте прича о двојици ратника из I светског рата, који, мада одавно мртви, и даље трагају за правдом и тако стижу у данашње време. Чудесни лик који повезује два паралелна тока радње јесте просјак који има натприродне способности да на себе прима ране и болове других људи. Ова драма која у себи носи дух поетског реализма, истовремено је смешна и трагична, реалистична и невероватна.

## Улоге
| Глумац                | Улога          |
| --------------------- | -------------- |
| Мира Бањац            | Иконија        |
| Петар Божовић         | Танаско        |
| Милутин Бутковић      | Просјак        |
| Дејан Чавић           | Манојло        |
| Петар Краљ            | Скитница       |
| Ташко Начић           | Ставра         |
| Мира Пеић             | Јагода         |
| Јелисавета Саблић     | Цмиља          |
| Ружица Сокић          | Госпава        |
| Боро Стјепановић      | Вилотијевић    |
| Данило Бата Стојковић | Иследник СУП-а |
| Бора Тодоровић        | Миле           |
| Аљоша Вучковић        | Анђелко Ћора   |